# Décès en 1236
Décès
- 1232
- 1233
- 1234
- 1235
- 1236
- 1237
- 1238
- 1239
- 1240

Cette page dresse une liste de personnalités mortes au cours de l'année 1236 :
- 18 mars : Raoul de Villedieu, bénédictin français, vingt-et-unième abbé du Mont Saint-Michel.
- 4 avril : Richard de Saint-Léger, abbé du Bec puis évêque d'Évreux.
- 29 avril : Iltutmish, sultan de Delhi.
- 6 mai : Roger de Wendover, chroniqueur anglais.
- 18 juillet : Valdemar Knutsen, prince danois, évêque de Schleswig (de), sénéchal du Duché de Schleswig et Prince-Archevêque de Brême.
- 29 juillet : Ingeburge de Danemark, reine de France, à Corbeil[1].
- 18 août : Théodore de Celles, chevalier croisé, chanoine de Liège et fondateur principal de l’Ordre de la Sainte-Croix (Les pères Croisiers).
- 25 septembre[2] : Gauthier de Coincy, moine bénédictin et poète français, auteur des Miracles de Nostre Dame.
- 15 novembre : Lope Diaz II de Haro, sixième seigneur de Biscaye.
- 25 novembre : Geoffroy d'Eu, évêque d'Amiens.

- Barisone III de Torres, juge de Logudoro.
- Diane d'Andalo, moniale dominicaine, fondatrice d'un couvent de Dominicaines en Italie, bienheureuse de l'Église catholique.
- Jean d'Ibelin, surnommé le vieux seigneur de Beyrouth, est un important noble croisé qui assure à plusieurs reprises le gouvernement du royaume de Jérusalem.
- Hugues de La Ferté, évêque de Chartres.
- Stjepan Kulinić, ban de Bosnie.
- Madog ap Gruffydd, roi du nord du Powys.
- Jacques de Portia, évêque d'Aoste puis évêque d'Asti.
- Raoul de la Roche-Aymon, moine cistercien, élu abbé de Clairvaux, évêque d'Agen puis archevêque de Lyon.
- Bernard de Rochefort, évêque du Puy.

## Crédit d'auteurs
- Cet article est partiellement ou en totalité issu de l'article intitulé « 1236 » (voir la liste des auteurs).